# Pterocactus reticulatus
Pterocactus reticulatus es una especie de cactus perteneciente a la familia cactaceae. 

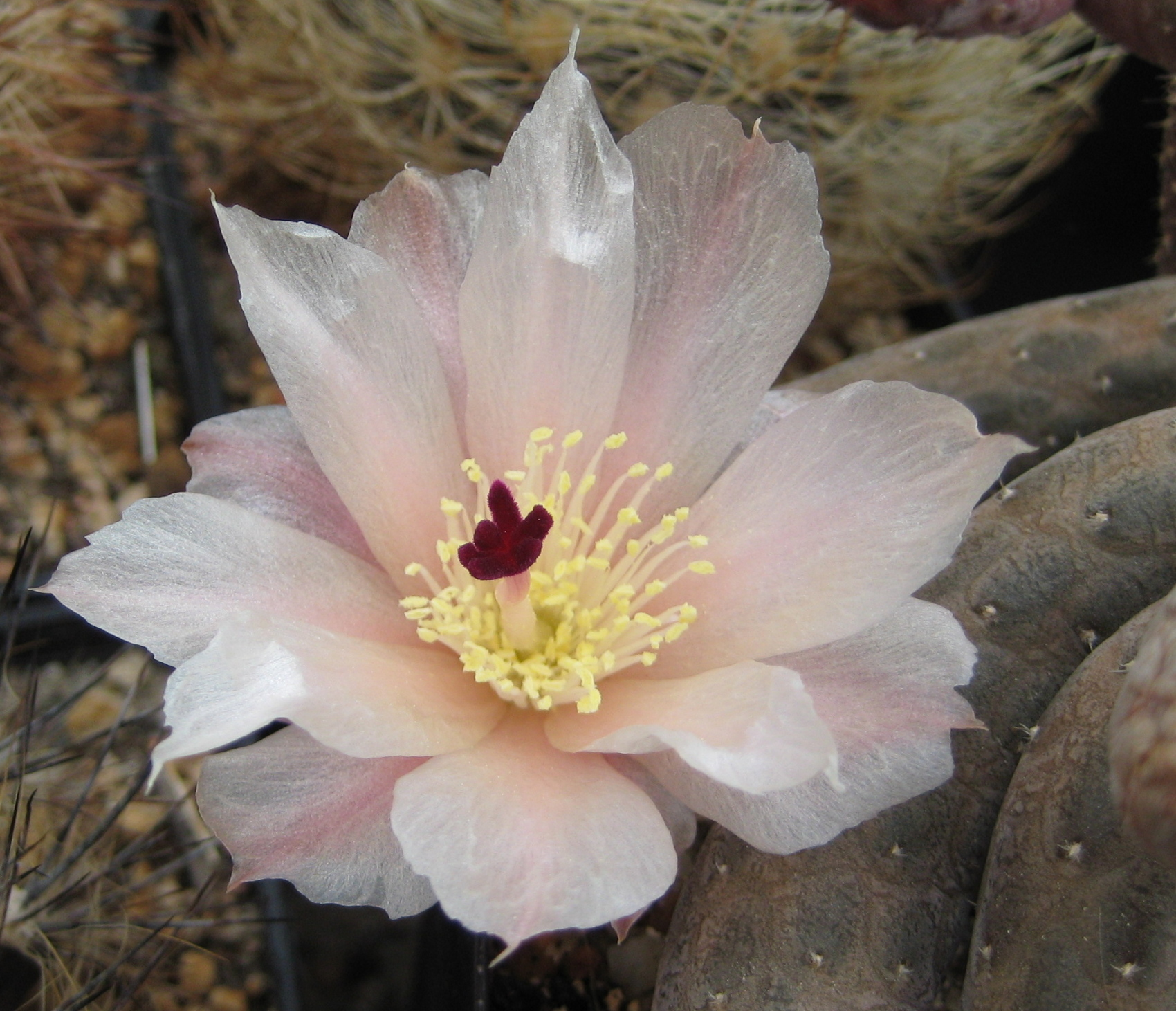
Detalle de la flor

## Hábitat
Es endémica de los valles de Calingasta e Iglesia en San Juan y Uspallata en Mendoza, Argentina. Es extremadamente rara en estado silvestre. La especie se encuentra dentro del Parque Nacional El Leoncito.

## Descripción
Cactus de gruesa raíz tuberosa y hasta 20 cm de largo, de la que surgen los segmentos globosos o en forma de pera de unos 2 a 3 cm de longitud y más de 2 cm de grueso de color marrón, verde oliva o grisáceo, cubiertos de tubérculos dispuestos en forma romboidal. Gloquidios muy pequeños con 1 espina central de unos 5 mm y alrededor de 6 radiales (a veces ausentes), blancuzcas o amarronadas de unos 2 a 5 mm de largo. Las flores, de más de 5 cm de diámetro, son de color blanco nacarado con estigma rojo oscuro, nacen de los segmentos radiales, casi nunca del segmento principal.

## Cultivo
Se reproduce mediante semillas o por segmentos de la planta madre. Su cultivo es sencillo, siempre que se le proporcione pleno sol y sequedad durante la estación fría.

## Taxonomía
Pterocactus reticulatus fue descrita por R.Kiesling y publicado en Bol. Soc. Argent. Bot. 14: 114 1971.
Etimología
Pterocactus: nombre genérico que deriva de las palabras griegas: pteron, "alas", refiriéndose a las semillas aladas que tienen estas plantas.
reticulatus: epíteto latíno que significa "reticulada, en forma de red"